# Őslények országa 10. – A hosszúnyakúak vándorlása
Az Őslények országa 10. – A hosszúnyakúak vándorlása (eredeti cím: The Land Before Time X: The Great Longneck Migration) az Őslények országa sorozat tizedik, 2003-ban megjelent, csak DVD-re kiadott része.

## Cselekmény
Tappancsnak és nagyszüleinek is furcsa álmai vannak. Úgy érzik, nemsokára el kell indulniuk egy hosszú útra. Egy nap Tappancs el is indul nagyszüleivel, nem sokkal később barátai is utánuk mennek. Több kaland után sikerül eljutniuk egy újabb csodaszép völgybe, ahol már rengeteg hosszúnyakú összegyűlt. Tappancs először találkozik édesapjával, Bronnal. Bron elmeséli neki, hogy még a tojásból való kikelése előtt elindult, hogy új lakhelyet keressen családjának, azonban közbejött a földrengés, és már nem találta meg újra családját. Ettől kezdve vándorolt, majd saját csordája lett. Törpire, a kissé rendetlen apatosaurus kölyökre is ő vigyáz. Törpi és Tappancs között kissé feszült a viszony Bron miatt, azonban barátokká válnak.
Napfogyatkozás történik a völgy fölött, azért gyűlt össze az összes apatosaurus, mert úgy vélik, hosszú nyakukkal és fejükkel nekik kell megtartaniuk a lezuhanni készülő napot, hogy megmentsék a világot. Az események végén Tappancsnak döntenie kell, hogy nagyszüleivel és barátaival visszamegy a virágzó völgybe, vagy apjával marad. Tappancs végül is a barátait és nagyszüleit választja, apjának pedig saját csordájára kell vigyáznia.

## Szereplők
| Szereplő                                               | Eredeti hang       | Magyar hang                     |
| ------------------------------------------------------ | ------------------ | ------------------------------- |
| Tappancs (Apatosaurus)                                 | Alec Medlock       | Baradlay Viktor                 |
| Kistülök (Triceratops)                                 | Anndi McAfee       | Csifó Dorina                    |
| Kacsacsőr (Saurolophus)                                | Aria Noelle Curzon | Talmács Márta Csuha Bori (ének) |
| Röpcsi (Pteranodon)                                    | Jeff Bennett       | Bolba Tamás                     |
| Tüskés (Stegosaurus)                                   | Rob Paulsen        | (saját hangján)                 |
| Tappancs nagypapája                                    | Kenneth Mars       | Papp János                      |
| Tappancs nagymamája                                    | Miriam Flynn       | Szabó Éva                       |
| Kistülök apja                                          | John Ingle         | Ujlaki Dénes                    |
| Mesélő                                                 | John Ingle         | Mihályi Győző                   |
| Bron                                                   | Kiefer Sutherland  | Kőszegi Ákos                    |
| Törpi (apatosaurus)                                    | Brandon de Paul    | Szűcs Balázs                    |
| Pat                                                    | James Garner       | Kránitz Lajos                   |
| Sue                                                    | Bernadette Peters  | Kisfalvi Krisztina              |
| További magyar hangok                                  |                    |                                 |
| Bodrogi Attila, Martin Adél, Seder Gábor, Téglás Judit |                    |                                 |